# Cartel de Santa

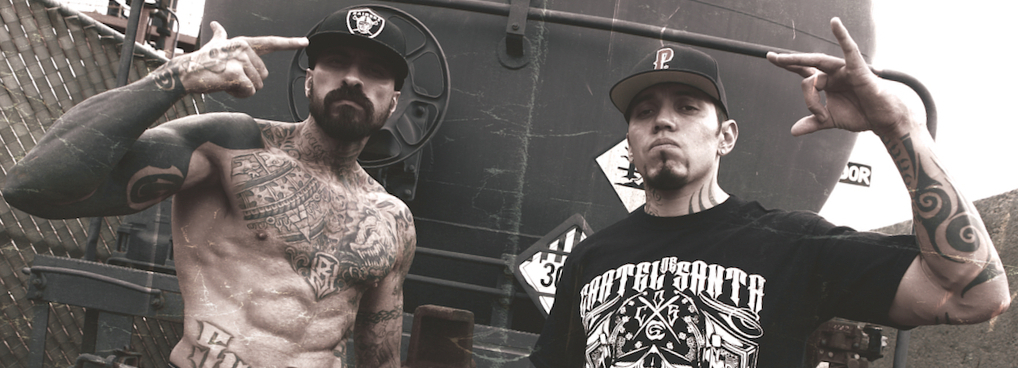

Cartel de Santa je mexická hip hopová skupina. Vznikla v roce 1996 v Santa Catarina. Jejími členy jsou Babo (Eduardo Davalos de Luna, MC), Rowan Rabia (Roman Rodriguez, klávesy), Mr. Pomel (Pomel Bahena Rodriguez, MC) a Dharius (Alan Alejandro Maldonado Tamez, 1999 až 2013; MC).

## Diskografie
- 2002: Cartel de Santa
- 2004: Vol. II
- 2006: Volumen Prohibido
- 2008: Vol. IV
- 2010: Sincopa
- 2014: Golpe Avisa
- 2016: Viejo Marihuano